# 모르포 텍스 섬유
모르포나비의 날개에는 색소가 들어 있지 않지만, 날개 표면을 덮고 있는 비늘이 파란색과 연두색 사이의 빛만 중첩시켜 반사시키고 다른 색의 빛은 모두 흡수하기 때문에 푸른색으로 보인다. 나노 기술을 이용하여 모르포 나비의 구조색 기능을 본떠 만든 모르포 텍스 섬유는 염료나 안료를 사용하지 않았지만 빛이 어떻게 비치는가에 따라 빨간색 이나 보라색 또는 초록색으로 색깔이 바뀐다.